# Long Pasture Wildlife Sanctuary
Das Long Pasture Wildlife Sanctuary ist ein 101 Acres (40,9 ha) umfassendes Schutzgebiet bei Barnstable im Bundesstaat Massachusetts der Vereinigten Staaten. Es wird von der Massachusetts Audubon Society verwaltet.

## Schutzgebiet
Das am Cape Cod gelegene Schutzgebiet umfasst einen aus einer Salzwiese bestehenden Strandabschnitt am Barnstable Harbor, Grünflächen und Waldgebiete. Insgesamt 2,5 mi (4 km) Wanderwege führen Besucher zu den interessanten Punkten, wozu auch der als million-dollar-view bekannte Aussichtspunkt gehört. Im Besucherzentrum werden Schutzprojekte für seltene Tierarten vorgestellt, zudem gibt es saisonale Touren mit Kajaks sowie Ausflüge zu den Elizabeth Islands.
Das Schutzgebiet ist gemeinsam mit dem Ashumet Holly Wildlife Sanctuary Teil eines Schutzprogramms für den Östlichen Schaufelfuß (scaphiopus holbrookii), eine nordamerikanische Krötenart.